# دولگسای
دولگسای (به انگلیسی: Dolgellau، تلفظ ولزی: [dɔlˈɡɛɬaɨ]) یک شهرک در ولز است که در گوینز واقع شده‌است. دولگسای ۲٬۶۸۸ نفر جمعیت دارد.

## خواهرخوانده
شهر Guérande خواهرخواندهٔ دولگسای هست.